# ديك والاس
ديك والاس (بالإنجليزية: Dick Wallace)‏ هو لاعب كرة قاعدة أمريكي، ولد في 2 يوليو 1882، وتوفي في 19 يوليو 1925.